# Port lotniczy San Juan de Marcona
Port lotniczy San Juan de Marcona – port lotniczy zlokalizowany w peruwiańskim mieście San Juan de Marcona.

## Linie lotnicze i połączenia
- LAN Airlines
  - LAN Perú (Juliaca, Lima)